# Cruciadele Nordice
Sub numele de Cruciadele Nordice sau Cruciadele Baltice se înțeleg acele campanii militare organizate între sfârșitul secolului al XII-lea și începutul celui de-al XIII-lea cu scopul creștinării popoarelor din Livonia, până atunci încă păgâne, având drept consecință intrarea efectivă în procesul politic european a popoarelor baltice, până atunci rămase izolate de restul Europei. Livonia antică corespundea regiunii baltice care se extinde în jurul Golfului Riga, cuprinsă între Estonia la nord și Letonia la sud.

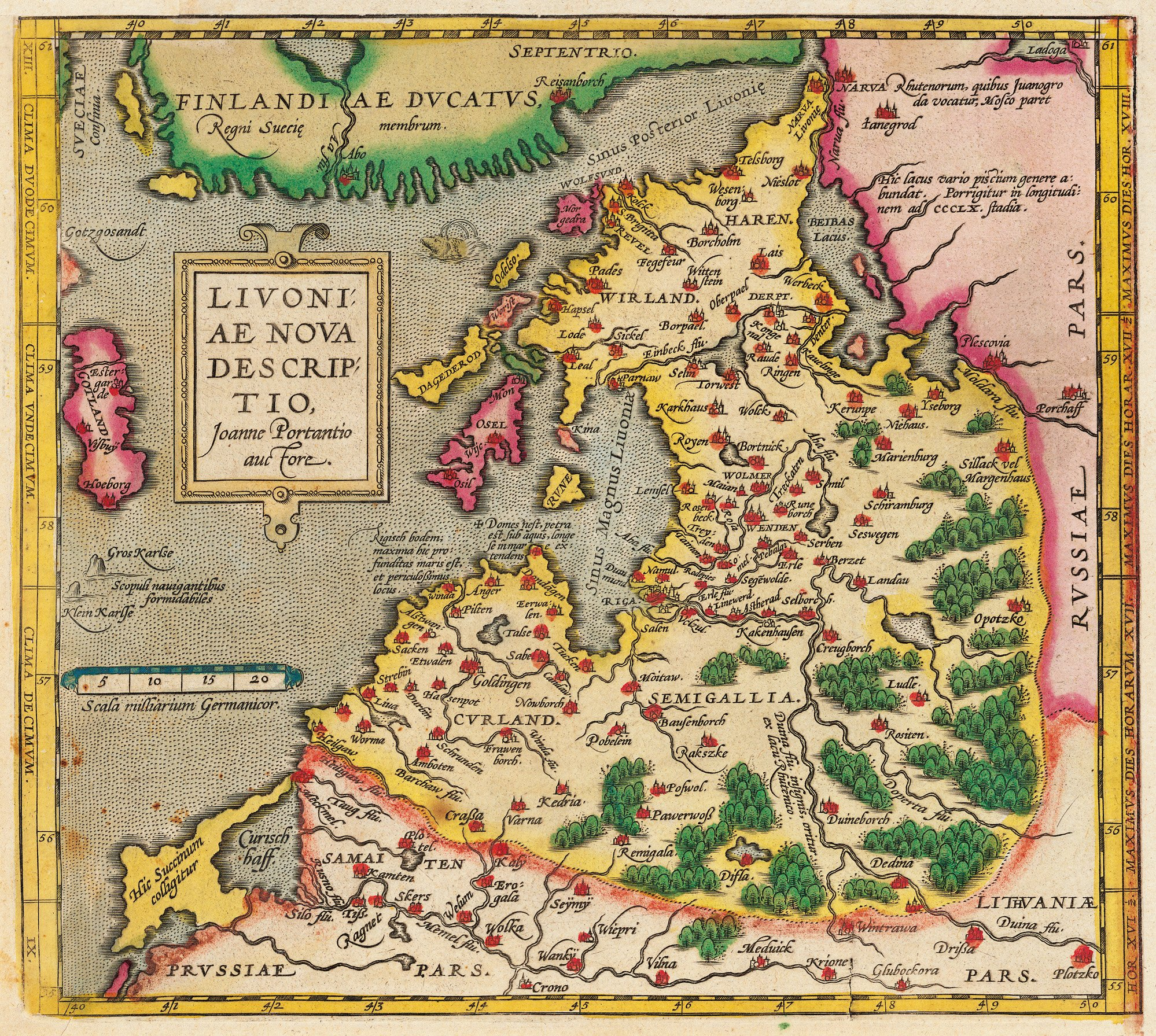
Livonia Nova Descriptio, hartă a Cavalerilor Teutoni, sec. XV

Către sfârșitul secolului al XII-lea această regiune din sud-estul Mării Baltice a început să prezinte un interes religios pentru lumea catolică, la început sub Papa Celestin al III-lea, apoi sub Papa Inocențiu al III-lea. Acesta din urmă, autoritate religioasă și personalitate politică în același timp, nu s-a mărginit doar la scopuri pioase privind acele teritorii, ci a elaborat și strategia necesară pentru a le lua în posesie. Primul episcop din Livonia, Meinardo, provenea din Germania septentrională, o regiune de frontieră cu mănăstiri faimoase datorită monahilor instruiți în mod deosebit (știau pe din afară textele Sfintelor Scripturi și subtilitățile limbii latine ciceroniene). În anul 1186, Meinardo ajunge până la Uexküll, construește aici prima biserică și o fortificație, ambele din piatră. Livonienii încearcă să le distrugă, trăgându-le cu funii, dar constată că erau prea solide pentru posibilitățile lor. În anul 1201 dioceza se mută la Riga, o cetate de construcție recentă. Episcopul Bertoldo este prins și masacrat de populația locală.
În anul 1202, Albert von Appeldern, numit arhiepiscop al Livoniei de către Papa Inocențiu al III-lea, înființează Ordinul Cavaleresc al Purtătorilor de Spadă (Fratres Militiae Christi) cu scopul creștinării popoarelor din regiune. Livonia, țară situată la granița cu popoarele creștine, nu voia să renunțe la riturile păgâne. Situația degenerează când misionarii creștini trimiși aici, la început neînarmați, fură masacrați. Papa Inocențiu III decise atunci proclamarea unei cruciade și însărcină Ordinul cavalerilor Purtători de Spadă să cucerească și să controleze regiunea respectivă. În anul 1206, Vinne de Rorbach, primul Mare Maestru al Ordinului, câștigă bătălia de la Riga și reușește să convertească - de voie dar și cu forța - la creștinism populațiile locale. Rorbach primește titlul de principe de Livonia (Fürst von Livland). Aderarea Livoniei la Sfântul Imperiu Roman în anul 1225 consacră intrarea țărilor baltice în orbita de influență germană.

Triburile baltice în anul 1200

Textul care relatează cu amănunte aceste evenimente, Chronicon Livoniae de Heinrich din Letonia, un sacerdot de origine germană, este păstrat în volumul al XXIII-lea al colecției Monumenta Germaniae historica, și a fost de curând dat publicității. Cu toată cruzimea acestei cruciade, care a dus la exterminarea unei bune părți a populației, ce practica o formă de religie animistică, rezultatul final l-a constituit intrarea Livoniei în istoria occidentului. Dacă astăzi republicile baltice sunt membre ale Uniunii Europene, acest fapt poate fi privit ca având o legătură peste timp cu Cruciadele Nordice.

## Cruciada Venziană

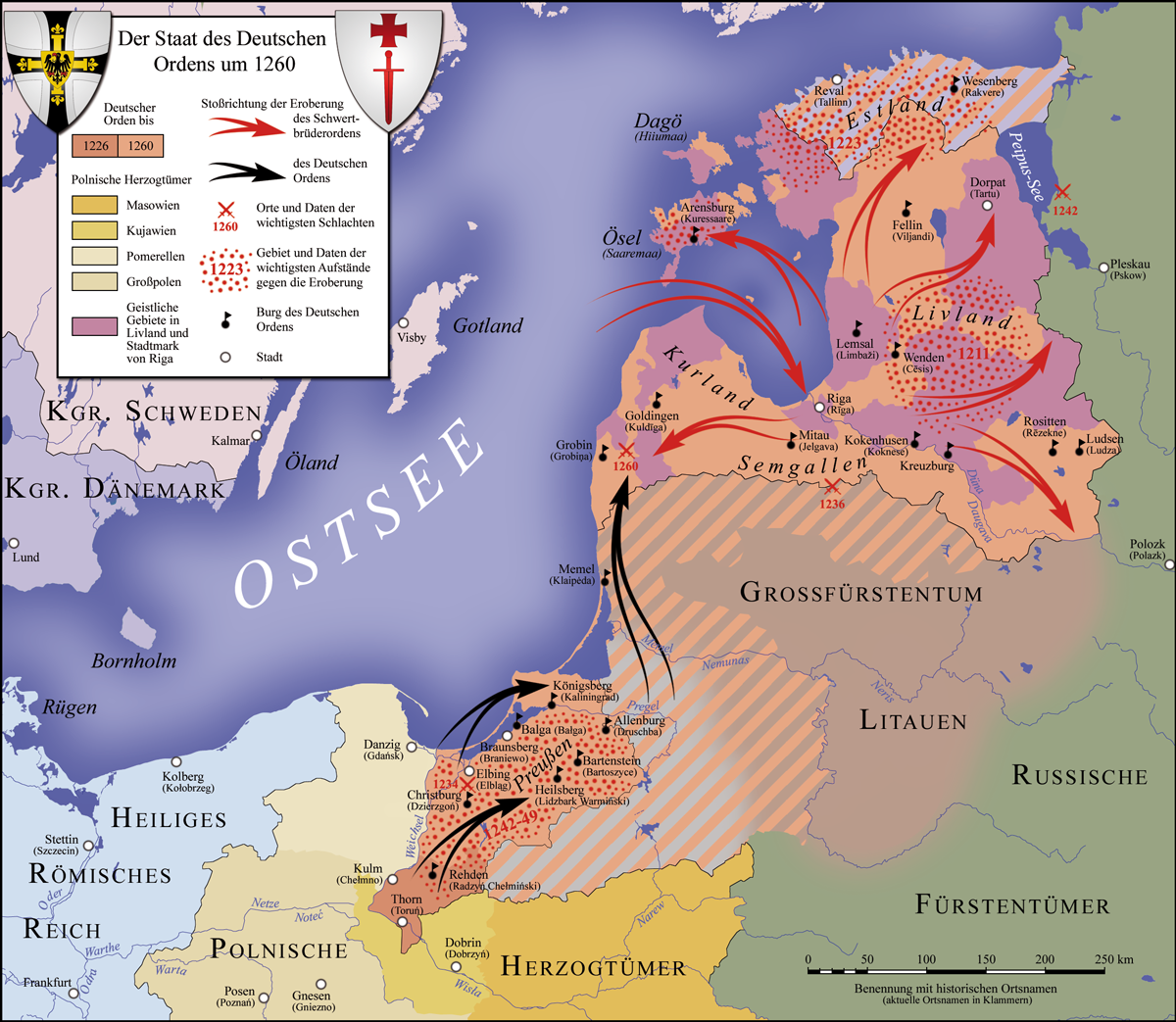
Achiziționarea de cǎtre Teutoni a Prusiei, în 1237 atunci când se afla în asocierea cu Ordinul Livonian în Curlanda și Livonia, și în 1260 (zonele umbrite indica zonele de luptă în Prusia și Samoigitia)

Campanie militară împotriva slavilor polabi (pe care germanii îi numeau Wenden), populau părțile de nord și de est a Germaniei moderne, cruciada a început pe 13 aprilie 1147, și a durat, de fapt, până în secolul al XVI-lea.

## Cruciada Livoniană
În secolul al XII-lea, teritoriul țărilor moderne ale Estoniei, Letoniei și Lituaniei era cuțitul păgân înfipt în teritoriile pe care domina creștinismul. În 1192, Papa Celestin al III-lea declară o cruciadă împotriva păgânilor de pe coasta estică a Mării Baltice. Ca rezultat, pe malul de estic a mării apar ordinele cavalerești.
Livonienii populau regiunile din apropierea Mǎrii Baltice, aceștia se aflau sub suzeranitatea Principatului Polotsk, iar Aestii sub protectoratul Novgorodului, însǎ creștera influențaei cruciaților în ținuturile aflate sub protectoratul cneazilor ruși, îi constrânge pe slavi sǎ înceapǎ operațiile militare declarînd razboi ordinului. În 1203 încep luptele dintre Ordinul teutonic și Principatul Polotsk, iar în 1217 între Ordin și Republica Novgorodului. Rușii sunt infrânși de cǎtre germani, și cruciații treptat dobândesc cetǎțile Koknese, Jersika, Viljandi și Tartu. În 1232 Papa Grigore al IX-lea cere cruciaților să atace teritoriul Novgorodului, în scopul de a preveni colonizarea Finlandei de cǎtre aceștia. Dar eforturile Ordinului de a invada Republica au eșuat iar armata cruciatǎ a fost în cele din urmă învinsă în Bătălia de la Rakvere.

## Cruciada Prusacă

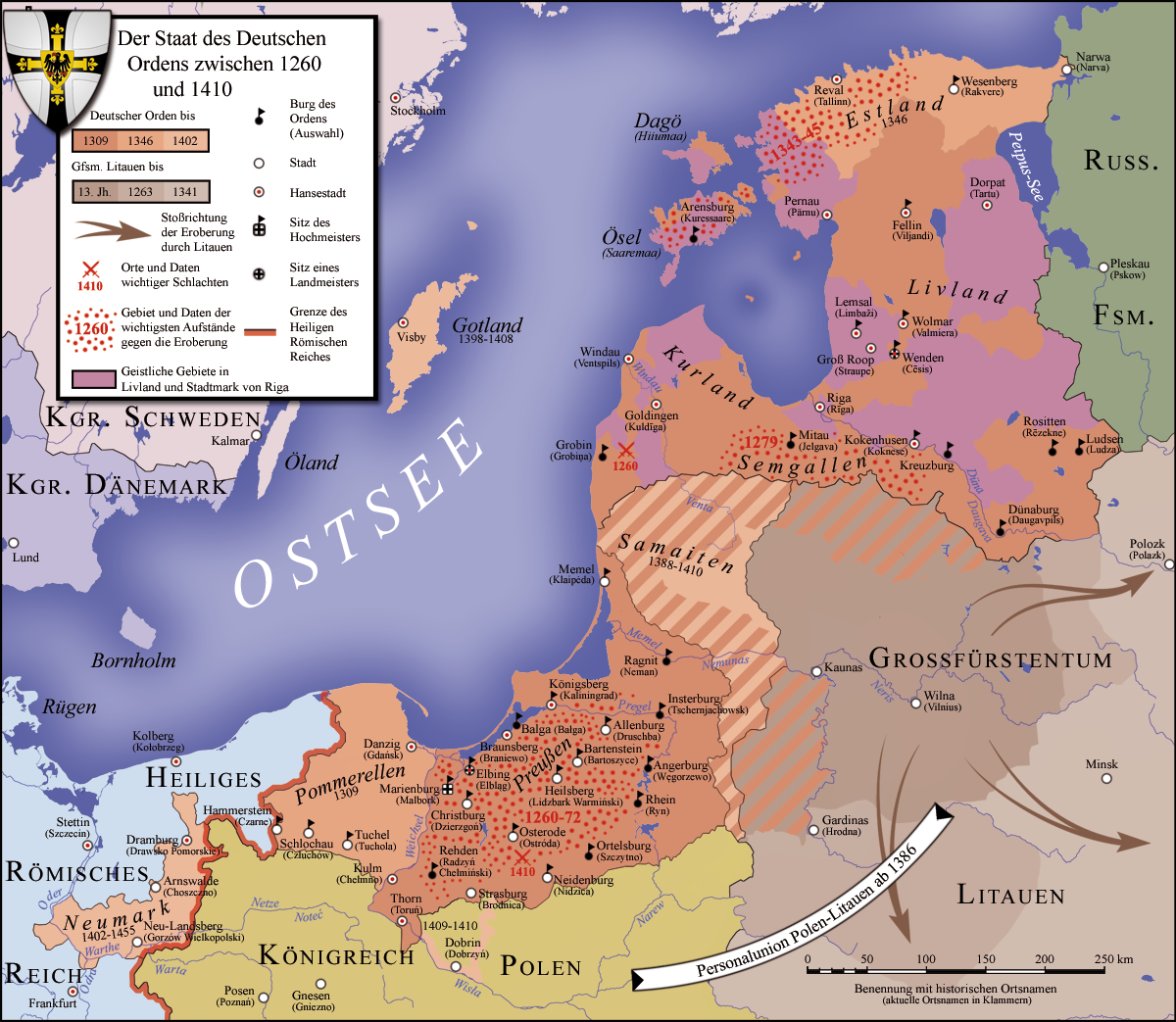
Statul ordinului teutonic, și granița sa cu Marele Ducat al Lituaniei, 1260-1455

În 1217 Papa Honoriu al III-lea a proclamat o cruciadă împotriva prusacilor păgâni, pe teritoriul cărora a pretins Konrad I Mazowiecki. În 1225 principele a cerut ajutor de la Cavalerii Teutoni, promițându-le în posesie orașele Dobrin și Culm și pǎstrarea eventualelor teritorii ocupate. Ca rezultat, pe coasta de sud a Mării Baltice s-a stabilit Ordinul teutonic.

## Cruciada pentru Lituania (a doua campanie Baltică)
La 19 februarie 1236 Papa a anunțat a două cruciadă împotriva Lituaniei. În Livonia au sosit întăriri puternice - 2000 cavaleri saxoni și 200 de rǎzboinici din Pskov. Campania s-a încheiată cu înfrângere de la Saule (1236)

## Cruciada Rusǎ
După fuzionerea Ordinului livonian cu Ordinul teutonic (1237) și slăbirea Cnezatului Vladimir-Suzdal, în timpul invaziei mongole (1238-1239), campania a fost realizată de către Andreas von Felben, Dietrich von Grünningen, Hermann von Buxhowden. Cavalerii cuceresc orașele Pskov și Izborsk însǎ sunt învinși în 1242, pe gheața lacului Peipsi de cǎtre Cneazul Alexandr Nevski.